# 尼古拉·吉奧羅夫
尼古拉·吉奧羅夫（Николай Гяуров，1929年9月13日—2004年6月2日），著名保加利亞歌劇唱家，也是二戰以後最著名男低音歌唱家。吉奧羅夫以華麗而有力的聲線演繹威爾第的作品而著名，而且經常與夫人米瑞拉·弗蕾妮同台獻藝。